# シェフザーデ・メフメト (アフメト3世の皇子)
シェフザーデ・メフメト（1717年1月14日 - 1756年12月22日）は、オスマン帝国の王族。アフメト3世の皇子。カフェスに幽閉されなかった皇子の一人。

## 生涯

### 生い立ち
1717年1月14日にアフメト3世とその夫人のルキエ・カドゥンとの間に生まれた。同母姉に7歳年上のハティジェ・スルタンがいる。メフメトが生まれた数日後、弟のムスタファ（後のムスタファ3世）が生まれており、2人連続で皇子が生まれた記念に2月に祝祭が催され、食料、お菓子、服などが配られた。1720年には異母兄弟のスレイマン、ムスタファ、バヤズィトらとともに割礼を施され、この時に祭りも行われ、この祭りは15日間続いた。その後、トプカプ宮殿でララ（教師）から教育を受け、地理、数学、そしてペルシャ語と英語を習得し、流暢に話せるようになった。

### 知事として
1728年にわずか11歳でキュタヒヤの知事に任じられた。この時従弟のハサンはこの時アマスィヤの知事となった。メフメトはのちにマニサの知事に転身した。メフメトはもう一人の従弟のマフムト1世の在位中、彼とともに旅行に行ったり、フランスの大使と面会したり、海軍提督とも良好な関係を築くなど社交的であった。また、
マニサの知事の時、イスラム長老と会議をしたり、1743年には旅行者のために宿泊所を立てる、変装をして商店街の見回りをする、などの事をした。さらにアーチェリー、フェンシングのような剣術を極め次期スルタンとしての準備をしていて、1754年にオスマン3世が即位すると事実上の皇太子となった。
しかし1756年12月22日、イスタンブールを訪れたところ、オスマン3世とその手先の大宰相によって毒殺された。遺体はトゥルハン・ヴァリデ・モスクに埋葬された。